# Семья крови
«Семья крови» — девятая серия третьего сезона сериала «Доктор Кто». Премьера серии состоялась 2 июня 2007 года на канале BBC One.

## Сюжет
Сюжет рассказывает об учителе по имени Джон Смит, живущем в 1913 году. Он видит сны о путешествиях во времени, и перед ним стоит задача превратиться в Доктора.